# Línea 4 (Paraná)
Línea 4 es una línea de transporte urbano de pasajeros de la ciudad de Paraná, Argentina. Su recorrido va desde la zona céntrica de la localidad de San Benito (Entra y sale por Av. Friuli), pasando por Av. Jorge Newbery y Av. Pedro Zanni, Av. Almafuerte hasta Casa de Gobierno.

## Historia
Originalmente, desde fines de la década del '30, era operada por la empresa Transporte Urquiza S.R.L. que quiebra a fines de 2005 y desaparece en enero de 2006, pasando a formar parte de la empresa Transporte Mariano Moreno S.R.L.
Su primitivo recorrido salía desde "Plaza 1° de Mayo" hasta "Base Aérea", con la llegada a San Benito en ciertos horarios. Posteriormente, extendió hacia el oeste hasta Parque Urquiza y luego hasta el Barrio "Francisco Ramírez".
En 2013, una nota en la página de ERSA Paraná, en la sección "Novedades" decía, "Comunicamos a nuestros usuarios que a partir del día lunes 29 de julio, se incorporarán al Sistema de Transporte Integrado (S.I.T.) 13 unidades que prestarán servicio en la línea Nº 4, con los colores correspondiente a ERSA. Los colectivos que prestaban servicio en dicho ramal se distribuirán en los demás recorridos." Es decir, ERSA solo cede sus coches a esta línea, por lo tanto la empresa a cargo sigue siendo Transporte Mariano Moreno S.R.L. La cual también pone al servicio de la Línea 4 a algunas de sus unidades.
En 2015, extendió su cabecera en Paraná, desde Barrio Francisco Ramírez hasta Barrio Puerto Viejo, transitando por A. Osinalde, Laprida, Anacleto Medina, Avda. Estrada y retornado por costanera, Avda. Laurencena, Cuesta de Izaguirre y Alameda de la Federación. 
En 2017, comenzó a ingresar a los barrios Solvencia y Altos del Este por Avda. San Martín; y desde 2024, extiende por las arterias Avda. Friuli, Avda. Marizza, Avda. Federación y Avda. San Martín.

## Recorrido

### Ramal Único:San Benito-Casa de Gobiernopor Barrio Solvencia
Ida: Desde Bv. Basavilbasso y Santa Fe, Bv. Basavilbasso, Gral. Ramírez, 9 de Julio, Garabasso, Av. Friuli, Av. Guido Marizza, Avda. Federación, Av. San Martín, Av. Friuli, (San Benito), Av. Jorge Newbery, Av. Pedro Zanni, Av. Almafuerte, Gualeguaychú, Bavio, Italia, Santa Fe, Laprida hasta Córdoba.
Vuelta: Desde Laprida y Córdoba, Córdoba, Libertad, España, 25 de Mayo, Av. Pascual Echagüe, Av. Francisco Ramírez, Dean J. Álvarez, Av. Almafuerte, Av. Pedro Zanni, Av. Jorge Newbery (Paraná), Av. Friuli, Av. San Martín, Av. Federación, Av. Guido Marizza, Av. Friuli, Rivadavia, 9 de Julio, Gral. Ramírez, Bv. Basavilbaso hasta Santa Fe (San Benito).
- Longitud: 34,3km

## Puntos de Interés dentro del recorrido
- San Benito
  - Municipalidad
  - Comisaría
  - Barrio Solvencia
  - Barrio Jardines
  - Cementerios
- Paraná
  - Complejo Oscar Chapino

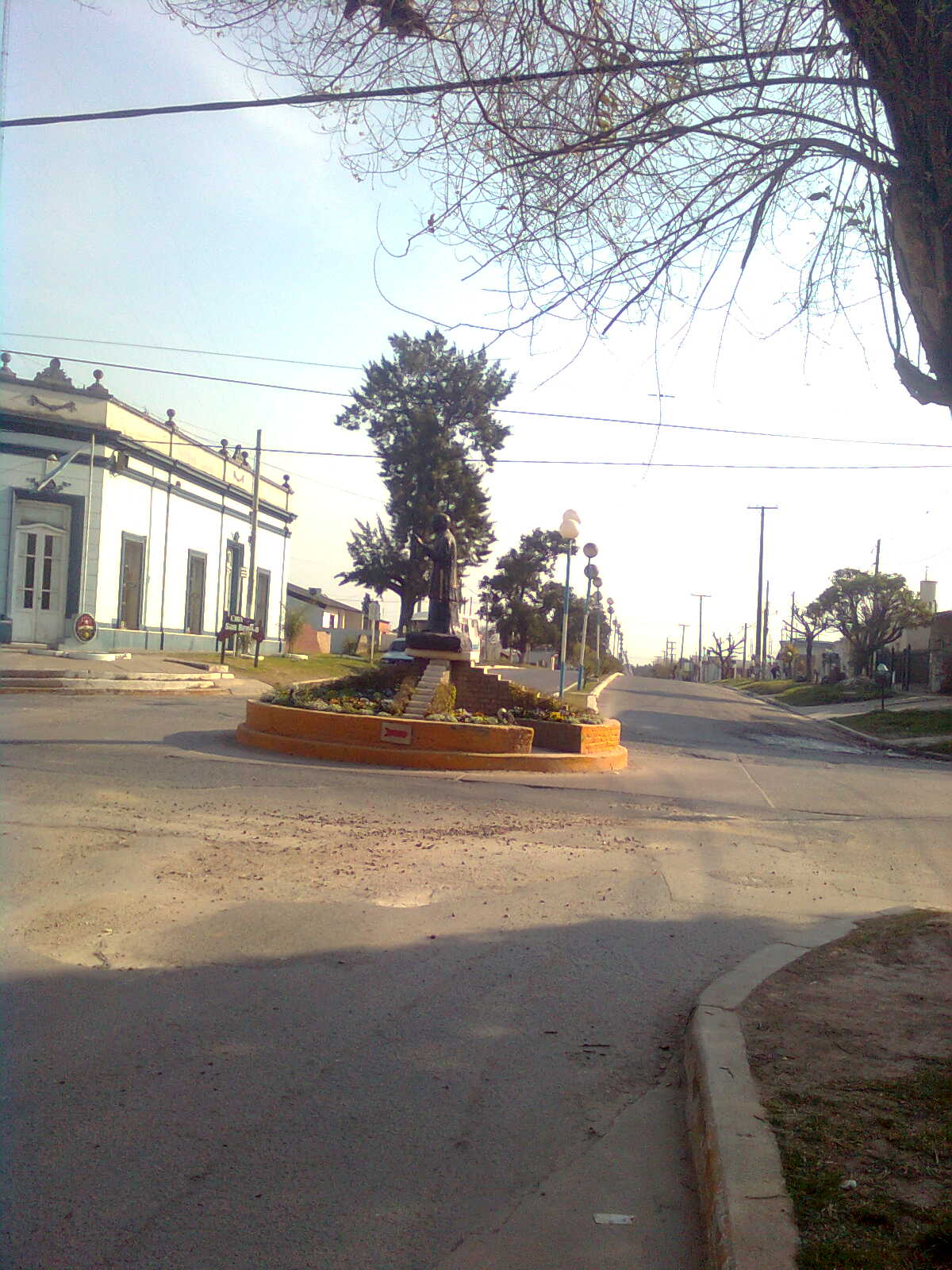
Rotonda de acceso por avenida Friuli

  - Escuela de Educación Técnica Nº3 "Tte. Luis. C. Candelaria"
  - Base Aérea Militar
  - Parque José Gazzano
  - C.R.R. "Dr. Arturo Oñativia" (Ex Corrales)
  - Av. Almafuerte y Av. Pedro Zanni
  - U.T.N. Paraná
  - 5 Esquinas
  - Hospital San Martín
  - Casa de Gobierno
  - Plaza 1.º de Mayo
  - Plaza Pellegrini
  - Terminal de Ómnibus (a 200mts.)

## Paradas
Horarios actualizados a febrero de 2024 «Horarios Línea 4». - Paradas actualizadas a enero de 2025 «Recorrido Línea 4».
IDA:
- 01 - Bvard. Basavilbasso y Santa Fe - Barrio San Martín (San Benito)
- 02 - Bvard. Basavilbasso y Bernardino Rivadavia
- 03 - Francisco Ramírez entre Bvard. Basavilbasso y 1.º de Mayo
- 04 - Francisco Ramírez y 25 de Mayo
- 05 - 9 de Julio y Bernardino Rivadavia
- 06 - Bernardino Rivadavia y Avda. Friuli
- 07 - Avda. Federación y Pte. Arturo Illia - (Barrio Solvencia)
- 08 - Avda. Federación y Avda. San Martín
- 09 - Avda. San Martín y Laurencena
- 10 - Avda. Friuli pasando Avda. San Martín (Comisaría P.E.R. - San Benito)
- 11 - Avda. Friuli y Avda. Belgrano
- 12 - Avda. Friuli y Calle 812
- 13 - Avda. Newbery y José Ubach y Roca (ingreso a Paraná)
- 14 - Avda. Newbery y Antonio Salellas (Estación de Servicios "YPF")
- 15 - Avda. Newbery y Calle 813
- 16 - Avda. Newbery y Antonio Bonell (Predio "La Capillita" - Club A. Patronato)
- 17 - Avda. Newbery altura 3800 (Casino de Oficiales - F.A.A.)
- 18 - Avda. Newbery y Pedro Martínez
- 19 - Avda. Newbery y Calle 1613
- 20 - Avda. Newbery y Soldado Bordón
- 21 - Avda. Newbery y 2 de Abril
- 22 - Avda. Newbery entre A. Martínez Howard y Salvador Caputto
- 23 - Avda. Newbery y Gonzalo de Berceo
- 24 - Avda. Newbery y Gdor. Enrique Mihura
- 25 - Avda. Newbery y José Arévalo
- 26 - Avda. Newbery y Gdor. Faustino Parera
- 27 - Avda. Newbery y Prof. Demonte Vitale
- 28 - Avda. Zanni y Facundo Arce
- 29 - Avda. Zanni y Pastor Enrique Marconi
- 30 - Avda. Zanni entre Carlos María Onetti y Miguel David
- 31 - Avda. Zanni y Leopoldo Herrera  (Parque Gazzano)
- 32 - Avda. Zanni y Gdor. Tibiletti
- 33 - Avda. Zanni y Dr. Fco. Medus
- 34 - Avda. Zanni y Hernandarias
- 35 - Avda. Zanni al 1100, entre Hernandarias y Santos Domínguez
- 36 - Avda. Zanni y Santos Domínguez
- 37 - Avda. Almafuerte y Cnel. Brandsen
- 38 - Avda. Almafuerte entre Osvaldo Magnasco y Río Negro
- 39 - Avda. Almafuerte y Las Tunas (Planta COTAPA)
- 40 - Avda. Almafuerte al 1000, entre Delfín Huergo y Campamento del Cala (Sede U.T.N. - Facultad Regional Paraná)
- 41 - Avda. Almafuerte y Gervasio Méndez (Dirección Nacional de Vialidad - 17° Distrito E.R.)
- 42 - Avda. Almafuerte y Ruperto Godoy
- 43 - Avda. Almafuerte y Nicanor Molina
- 44 - Avda. Almafuerte al 370, pasando 3 de Febrero
- 45 - Avda. Almafuerte y Esteban Rams
- 46 - Avda. Almafuerte antes de cruce con Cinco Esquinas
- 47 - Gualeguaychú entre Pte. Juan D. Perón y Cura Álvarez (Hospital General San Martín - 50 mts.)
- 48 - Gualeguaychú entre Hipólito Yrigoyen y Pascual Palma
- 49 - Gualeguaychú entre Gral. Belgrano y Pte. Arturo Illia
- 50 - Gualeguaychú entre Peatonal Gral. San Martín y Monte Caseros
- 51 - Italia y España
- 52 - Santa Fe y 25 de Junio
- 53 - Santa Fe entre N. Laprida y Cervantes (Ministerio Público Fiscal)
- 54 - N. Laprida y Córdoba - Casa de Gobierno

VUELTA:
- 01 - Córdoba y Laprida (Casa de Gobierno)
- 02 - Córdoba y Cervantes
- 03 - Libertad entre 25 de Junio y Gral. Urquiza
- 04 - España entre Italia y Carlos Pellegrini
- 05 - 25 de Mayo entre 9 de Julio y Gral. Belgrano (Plaza 1° de Mayo - 200mts.)
- 06 - Avda. Echagüe entre Pte. Arturo Illia e Hipólito Yrigoyen
- 07 - Avda. Echagüe entre Pascual Palma y Pte. Juan D. Perón
- 08 - Avda. Echagüe entre Cura Álvarez y Antártida Argentina (Plaza Pellegrini - 150mts. Terminal de Ómnibus)
- 09 - Dean Álvarez y Jujuy (Escuela "Cristo Redentor")
- 10 - Dean Álvarez entre José María Cocuzza y División Los Andes
- 11 - Avda. Almafuerte entre Nicanor Molina y Juan del Campillo
- 12 - Avda. Almafuerte y Susana Acevedo
- 13 - Avda. Almafuerte pasando Las Lechiguanas (Dirección Nacional de Vialidad - 17° Distrito E.R.)
- 14 - Avda. Almafuerte al 1000, entre Delfín Huergo y Lorenzo Jordana (Sede U.T.N. - Facultad Regional Paraná)
- 15 - Avda. Almafuerte y Miguel Scatini (Planta COTAPA)
- 16 - Avda. Almafuerte y Fray Mocho
- 17 - Avda. Almafuerte y Cnel. Brandsen
- 18 - Avda. Zanni pasando Santos Domínguez
- 19 - Avda. Zanni al 1100, entre Hernandarias y Santos Domínguez
- 20 - Avda. Zanni y Gdor. Basavilbaso
- 21 - Avda. Zanni y Dr. Fco. Medus
- 22 - Avda. Zanni y Gdor. Prócoro Crespo (Centro de Salud "Dr. Oñativia" - ex Corrales)
- 23 - Avda. Zanni y Gdor. Tibiletti
- 24 - Avda. Zanni y Leopoldo Herrera  (Parque Gazzano)
- 25 - Avda. Zanni y Miguel David
- 26 - Avda. Zanni y Villa Seguí
- 27 - Avda. Zanni y Avda. Newbery
- 28 - Avda. Newbery y Prof. Demonte Vitale
- 29 - Avda. Newbery y Gdor. Faustino Parera
- 30 - Avda. Newbery y José Arévalo
- 31 - Avda. Newbery y Gdor. Enrique Mihura
- 32 - Avda. Newbery y Gonzalo de Berceo
- 33 - Avda. Newbery y Salvador Caputto
- 34 - Avda. Newbery y 2 de Abril
- 35 - Avda. Newbery y Soldado Bordón
- 36 - Avda. Newbery y Calle 1613
- 37 - Avda. Newbery y Pedro Martínez
- 38 - Avda. Newbery altura 3800 (Casino de Oficiales - F.A.A.)
- 39 - Avda. Newbery y Antonio Bonell (Predio "La Capillita" - Club A. Patronato)
- 40 - Avda. Newbery y Calle 813
- 41 - Avda. Newbery entre Antonio Salellas y Ruta Nacional 12 (Estación de Servicios "YPF")
- 42 - Avda. Newbery y José Ubach y Roca (salida de Paraná)
- 43 - Avda. Friuli y Calle 812 (ingreso a San Benito)
- 44 - Avda. Friuli y Avda. Belgrano
- 45 - Avda. Friuli y Avda. San Martín (Comisaría P.E.R. - San Benito)
- 46 - Avda. San Martín y Laurencena
- 47 - Avda. San Martín y Avda. Federación
- 48 - Avda. Federación y Pte. Arturo Illia - (Barrio Solvencia)
- 49 - Avda. Friuli y Garabasso
- 50 - Garabasso y 9 de Julio
- 51 - 9 de Julio y Francisco Ramírez
- 52 - Francisco Ramírez y Margasin
- 53 - Francisco Ramírez y Bvard. Basavilbasso
- 54 - Bvard. Basavilbasso y Garabasso
- 55 - Bvard. Basavilbasso y Santa Fe - Barrio San Martín (San Benito)

## Combinaciones
- Av. Zanni y Medus:
  - Líneas 12 y 24
- Av. Almafuerte y Av. Blas Parera:
  - Líneas 12, 22, 23 y 24
- Av. Almafuerte y Av. Ramírez:
  - Líneas 1, 5, 22, 23, 24
- Casa de Gobierno:
  - Líneas 2, 5, 6, 7, 8, 9, 16, 20, 22, 23 y 24
- 25 de Mayo y Gral. Belgrano:
  - Líneas 7, 8 y 24
- Plaza Pellegrini (Av. Echagüe):
  - Líneas 1, 8, 16 y 24
- Deán J. Álvarez y Jujuy:
  - Líneas 22 y 23
- Av. Almafuerte y Coronel Brandsen:
  - Líneas 22, 23 y 24
- Av. Zanni y Bernardo O'Higgins:
  - Líneas 12, 14 y 24